# Hans Trippel

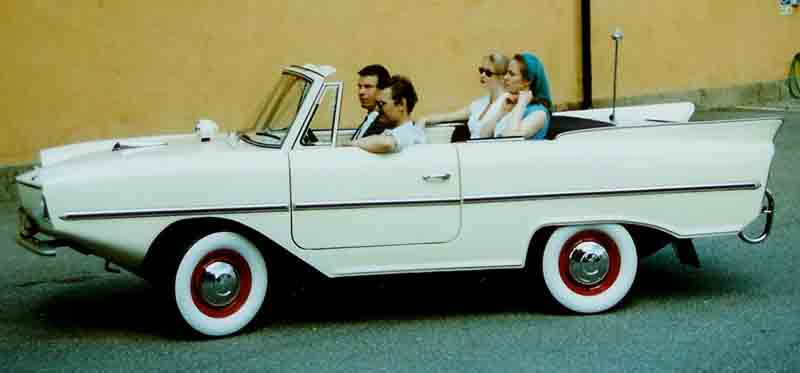
Amphicar Cabriolet 1963

Hans Trippel, född 19 juli 1908 utanför Darmstadt, död 30 juli 2001, var en tysk bilkonstruktör. Han ägnade sig till stor del åt att utveckla amfibiebilar som Schwimmwagen och Amphicar. Han designade även den norska bilen Troll.
Trippel började sin verksamhet att bygga bilar i ett hyrt hästställ i Darmstadt 1932. Utifrån ett DKW-chassi byggde han en amfibiebil av aluminium med namnet Land-Wasser-Zepp. Bilen hade en propeller i bakändan för att kunna gå i vatten. Bilen testades i en damm i Darmstadt och i Rhen vid Oppenheim. 1934 stod en ny bil klar som byggts utifrån en Adler Trumpf Junior. Trippel tog med denna bil sex segrar i biltävlingar. 1935 kom den första terrängbilen som klarade av att gå i vatten. 
Trippels Schwimmwagen fick nazisterna att intressera sig för hans projekt. Trippel, själv medlem i SA, fick i uppdrag att ta fram en variant för den tyska krigsmakten. 1936 förevisade han sitt fordon för Adolf Hitler i Rikskansliet. En fabrik uppfördes i Homburg. Fordonet Typ SG-6 Amphibium levererades i 20 exemplar. Från 1939 utvecklade han bara fordon för den tyska militären. Under kriget köpte det tyska krigsministeriet Bugatti-fabriken i Molsheim och Trippel tog över verksamheten som Trippel-Werke GmbH. 1000 exemplar av amfibiebilen SG-6 byggdes här. 
Efter krigsslutet dömdes Trippel till fem års fängelse av De allierades kontrollråd. Han släpptes efter 35 månader. Efter fängelsevistelsen blev han teknisk direktör vid Chiron-Werke i Tuttlingen. Trippel hade lärt känna Chiron-verkens ägare Fritz Kiehn i fängelset och gift sig med Kiehns dotter. 
1958 grundade Trippel Eurocar för tillverkning av amfibiebilen Alligator. Efter ett möte med Harald Quandt fick han en finansiär som möjliggjorde utvecklingen av Amphicar som visades 1961. Den tillverkades i 3500 exemplar i Lübeck och Berlin. Trippel lämnade sedan företaget och blev istället rådgivare till Bundeswehr.